# Nobuyuki Zaizen
Nobuyuki Zaizen (財前 宣之 Zaizen Nobuyuki?), född 19 oktober 1976 i Hokkaido prefektur, är en japansk före detta fotbollsspelare.
Zaizen började sin karriär 1995 i Verdy Kawasaki. 1999 flyttade han till Vegalta Sendai. Han spelade 154 ligamatcher för klubben. 12006 flyttade han till Montedio Yamagata.  Efter Montedio Yamagata spelade han för Muangthong United FC och BEC Tero Sasana FC. Han avslutade karriären 2011.